# Tarenna meyeri
Tarenna meyeri là một loài thực vật có hoa trong họ Thiến thảo. Loài này được (Elmer) Elmer miêu tả khoa học đầu tiên năm 1913.